# Mala Ivanča
Mala Ivanča (Servisch cyrillisch Мала Иванча) is een plaats in de Servische gemeente Sopot. De plaats telt 1701 inwoners (2002).